# The Ghan

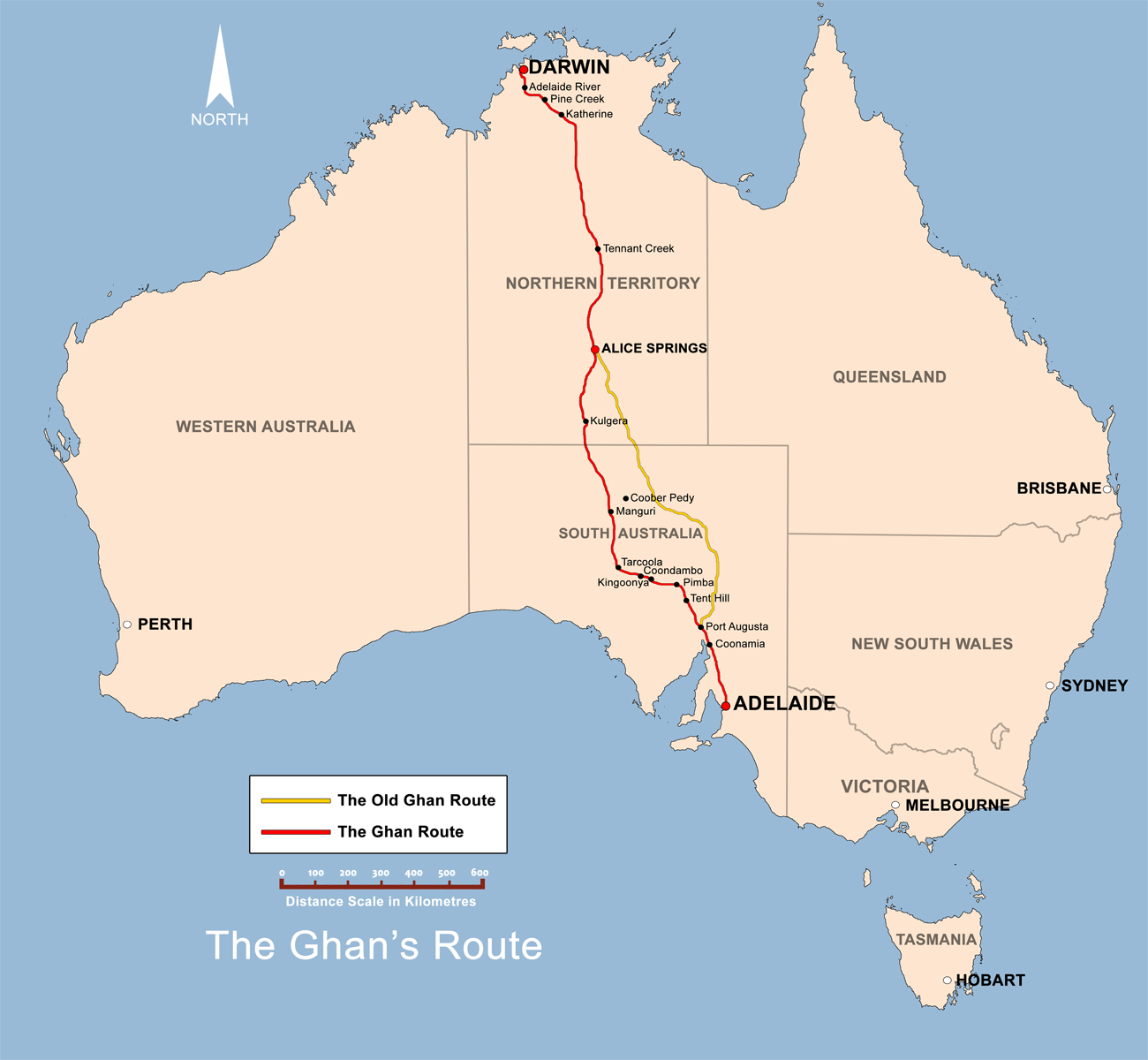
Recorregut del The Ghan

The Ghan és un tren de passatgers que presta servei entre Adelaida, Alice Springs i Darwin en la línia de ferrocarril Adelaide–Darwin railway a Austràlia. El gestiona la companyia Great Southern Rail, el viatge es fa en 54 hores a través de 2.979 km incloent una parada de 4 hores a Alice Springs.

## Etimologia
El nom d'aquesta línia és una forma abreujada del sobrenom anterior: The Afghan Express originat el 1923. El nom del tren honora els conductors afganesos de camells que arribaren a Austràlia a finals del segle xix per tal d'ajudar a establir una ruta cap a l'interior inexplorat d'Austràlia.

## Servei

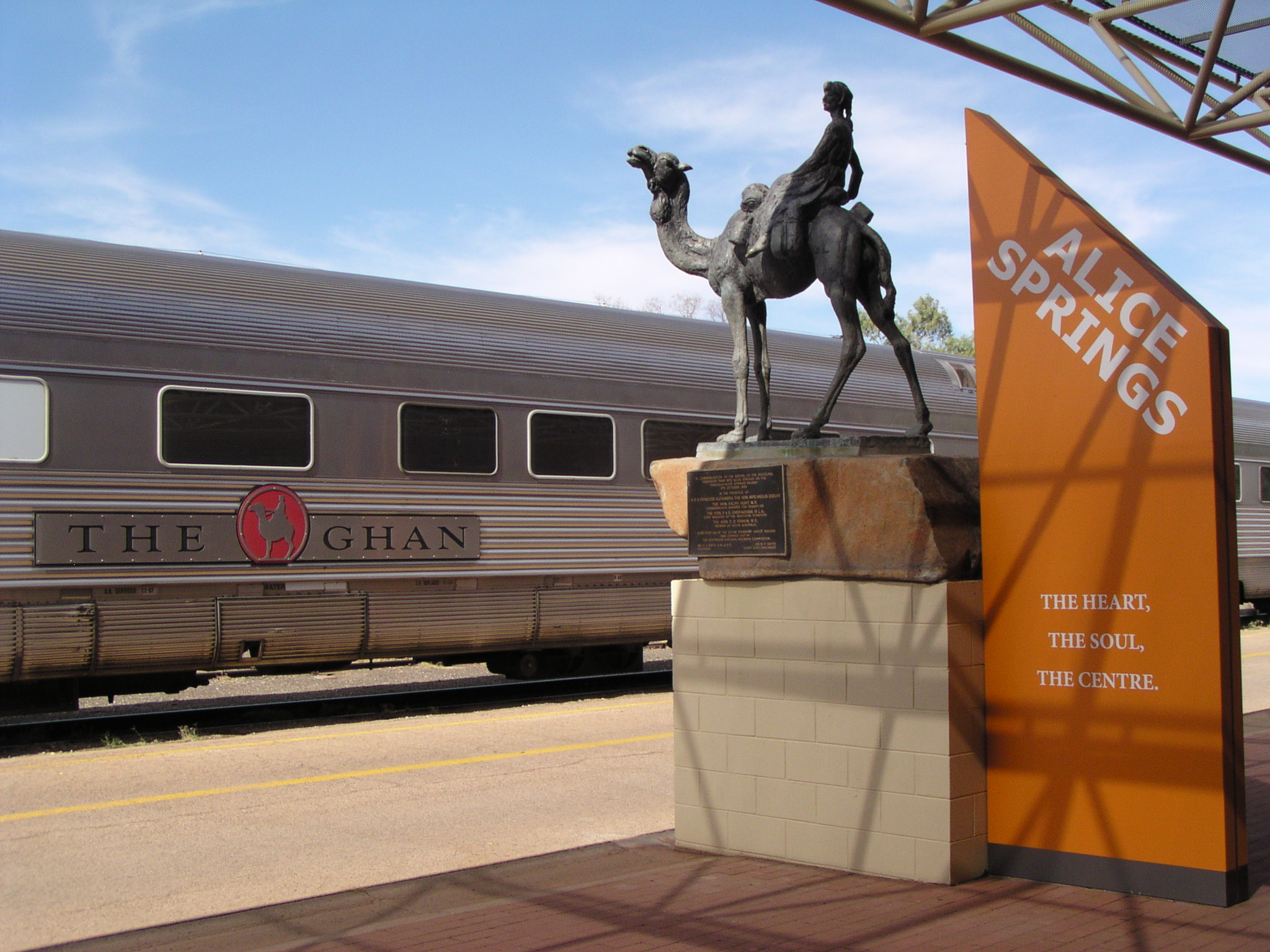
The Ghan a Alice Springs (2007)

The Ghan normalment funciona un cop a la setmana excepte de juny a setembre que ho fa dues vegades a la setmana. A més de les parades que fa a Adelaide, Alice Springs i Darwin, el tren també para a Katherine.
Aquest tren el formen entre 16 i 26 vagons construïts per Comeng, Granville a finals de la dècada de 1960/ principi de la dècada de 1970 per la Indian Pacific més un vagó motorail. La locomotora és del model Pacific National classe NR.

## Història
Des d'agost de 1929 circula el The Ghan per les vies del Central Australian Railway. En principi l'amplada de les vies era de 1067 mm (3 peus 6 polzades) (ferrocarril de via estreta, narrow-gauge railway). L'any 1957, la línia va passar a tenir amplada de vies estàndard (standard gauge) de 1435 mm (4 peus 8½ polzades).
L'any 2004 es va acomplir el vell somni d'estendre la línia fins a Darwin. El 17 de gener d'aquell any hi arribava el primer tren de mercaderies procedent d'Adelaida. El primer Ghan de passatgers que en feu el recorregut complert va sortir d'Adelaida diumenge 1 de febrer de 2004 i feia la seva entrada a Darwin el 3 de febrer.